# States of Mind (sinfonía)
States of Mind (Los estados de la mente) es el título de la segunda sinfonía para banda sinfónica del compositor y director español Teodoro Aparicio Barberán.

## El compositor
Teo Aparicio-Barberán nace en Enguera (Valencia)  en el año 1967 comenzando su andadura musical en la banda de su pueblo de la mano de M.Vidal eligiendo como instrumento el Saxofón. Estudia en los conservatorios de Xátiva, Carcaixent, y Superior de Valencia, consiguiendo dos menciones de Honor en el grado medio y superior en el Concurso para premio extraordinario. Han sido sus profesores de saxofón Francisco Moral, Miguel Llopis y Gregorio Castellano, ampliando sus estudios posteriormente con Antonio Daniel , Manuel Miján,  Pedro Iturralde y Jean Marie Londeix.
Paralelamente a sus estudios de saxofón, estudia contrabajo, piano, armonía, contrapunto, fuga, composición y dirección de orquesta.
Durante tres años asiste en Gerona, a los cursos dirección de orquesta con Bruno Membrey y de composición y orquestación con Carl Schahter. El compositor y director Bernardo Adam Ferrero contribuye a su formación además del compositor alcoyano Luis Blanes,  verdadero mentor en su carrera musical.
En su catálogo de obras cabe destacar trabajos como “El amuleto mágico”   , “El Sorior y la orden de Uclés” ,  “El Bosque Quemado ” (Obra obligada en la I Sección del Certamen Provincial de Bandas en el año 96), “Saxadhu“ ,  “Memorias de la Cabaña”   (Obra obligada en el Certamen Internacional de Bandas de Música Ciudad de Valencia 1.999 en su Primera Sección), “Asgard” (Sinfonía núm 1), “ Recordando a Degrain “ ( Obra obligada en la 2º Sección del Certamen de la Comunidad Valenciana año 2003) y “Música para Vientos y percusión” orquestación de la obra de L. Blanes      ( Obra obligada en la Sección Especial del Certamen Internacional de Valencia año 2003). “The Mime” para orquesta sinfónica y dos trompas  (Encargada para el 36 encuentro internacional de trompa – Valencia 2004 -) y su último trabajo “States of Mind”, segunda de sus sinfonías para banda grabada recientemente en Bélgica. Además es autor de más un centenar de obras para diversas plantillas camerísticas. Su música ha sido editada por Piles, Ed. Albadoc y por la prestigiosa editorial belga Beriato.
Su música ha sido interpretada en diferentes países de Europa, Japón, Estados Unidos, Costa Rica y en numerosos certámenes nacionales e internacionales.
Ha sido director titular de las bandas de Enguera,  Fuente la Higuera ,  Banda Sinfónica de Villanueva de Castellón, Banda Sinfónica de la A.M. “L´Amistat”de Quart de Poblet, y de la Unió Musical d´Alaquàs consiguiendo al frente de las mismas diferentes premios en distintos certámenes. También ha sido fundador y primer director de la orquesta de cámara “Gaspar Cassadó”.
Como director invitado ha realizado conciertos con la U.M. de Monserrat, Orquesta de cámara de L´Ampurdá,  Ensemble y Coro M. Palau, Banda “Lira Saguntina”, Banda Sinfónica del Ateneo Musical y de Enseñanza Banda Primitiva de Lliria , Banda Municipal de Palma de Mallorca, Banda Municipal de Alicante, y Orquesta Sinfónica de Albacete. Es director honorífico de la Banda Sinfónica “La Entusiasta” de Benifairó de Valldigna.
Ha dirigido diferentes agrupaciones en distintos países de Europa (Francia, Portugal, Bélgica, Alemania, etc. ) Fue director invitado en la Banda Nacional de Conciertos de La Habana en su 105 Aniversario otorgándosele la batuta del maestro Tomás Boufartigue. También este mismo año dirige la Banda Sinfónica Nacional de San José de Costa Rica siendo además profesor del curso de dirección de banda organizado por la Universidad de Arte de la ciudad de San José. 
En la temporada 2007-2009 es titular de la banda sinfónica de la F.S.M.C.V.
Ha participado como miembro de tribunal en concursos de Composición y de Interpretación tanto a nivel nacional e internacional.
También ha realizado diferentes grabaciones para radio y televisión como el monográfico titulado “Com son com sónen”. Desde 1.994 es profesor de música en enseñanza secundaria dependiente de la Generalitat Valenciana,  miembro,  como compositor de la W.A.S.B.E (World Asociation Symphonic Bands and Ensembles y de CO.SI.CO.VA. (Compositores Sinfónicos Valencianos) y miembro numerario de la Ilustre Academia de la Música Valenciana. Su nombre aparece reseñado en el libro “Mil músicos valencianos” y en el diccionario enciclopédico de Música de la Generalitat Valenciana. 
En la actualidad es profesor de Análisis y Dirección en distintos cursos especializados y director titular de la U.M. Sta. Cecilia de Enguera y de la Primitiva Setabense de Xátiva.

## Dedicatoria
States of Mind fue estrenada en 2007 por la Royal Band of the Belgian Guides bajo la dirección del neerlandés Henrie Adams, gran amigo del compositor y a quien le dedica la obra:

A mi admirado Henrie Adams, verdadera brújula luminosa en este mundo musical de perpetua penumbra. Gracias por todo.

## Análisis

### Instrumentación
La instrumentación es la de una banda sinfónica convencional completa, a la que se añade un contrafagot, un piano y una celesta.
- Viento madera: 1 flautín, 2 flautas (en do), 2 oboes, 1 corno inglés (en fa), 2 fagotes, 1 contrafagot, 1 requinto (clarinete en mi bemol), 3 clarinetes en si bemol, 1 clarinete bajo (en si bemol), 2 saxofones altos (en mi bemol), 1 saxofón tenor (en si bemol), 1 saxofón barítono (en mi bemol).
- Viento metal: 3 trompetas en si bemol, 2 fliscornos en si bemol, 4 trompas en fa, 2 trombones tenores (en do), 1 trombón bajo (en do), 2 bombardinos (barítonos en do), 1 tuba (bajo en do).
- Cuerdas: 1 violonchelo, 1 contrabajo, 1 piano (el pianista toca, además, la celesta).
- Percusión: La obra requiere cinco percusionistas, que tocan los siguientes instrumentos: timbales, caja, tenor drum, bombo, platos de choque, platos suspendidos (pequeño, grande y china cymbal), gong, tom-toms, temple blocks, cajas chinas (wood blocks), glockenspiel, xilófono, vibráfono, celesta, campanólogo (campanas tubulares), sand blocks o cabasa, pandereta, triángulo, barchimes' (cortina), cane chimes (o similar).

En Pathos, hay un pasaje en que se requiere una flauta en sol y varias campanillas.

### Estructura
States of Mind consta de tres movimientos.
1. Logos
2. Pathos
3. Ethos

La obra en su conjunto no se ajusta a ningún patrón de sinfonía y los movimientos no tienen aparente relación musical entre sí.

#### 1. Logos
La introducción del primer movimiento comienza como de la nada, con un susurro de los clarinetes y una pedal de los bajos en pianissimo. Las primeras notas ajenas a este acompañamiento corren a cargo de una trompa y una flauta. Prosigue con suaves acordes disonantes y melodía en el corno inglés. El tempo' se acelera con un motivo de los bajos que se extiende en crescendo hasta un forte, donde una fanfarria de trompas con respuesta de todo el conjunto anuncia un fortissimo que se desvanece pronto. La música se diluye en los arpegios del piano y llega de nuevo el silencio.
Una súbita entrada de los timbales y un golpe inesperado del china cymbal pone fin a la introducción y las maderas presenta un breve primer tema. Se presenta continuamente nuevo material, sin que necesariamente se retome en otro punto de la sinfonía, es el caso de este tema, que no sirve sino para conducir la música hacia un segundo, a cargo de las trompas, que se repetirá en las trompetas y se retomará posteriormente con otra instrumentación.
Tras la alternancia de varios elementos, un ataque de la percusión anuncia una sección tensa, con escalas variadas en los saxofones. Cuando esta sección alcanza su clímax, se desmorona y la sigue una sección tensa y misteriosa con fuertes disonancias (en esta sección se aprecia la diferencia entre los dos platos suspendidos, el grande y el pequeño). El corno inglés entona una pequeña melodía de enlace con uno de los temas anteriores, que se repite de nuevo en otro tono, cuya tensión aumenta progresivamente, que sin embargo se corta abruptamente, y un glissando del piano seguido de un suave acompañamiento con un pequeño motivo en el oboe y después en la flauta, da paso a la Cadenza de la flauta, acompañada solo por un tenue y lejano redoble de timbal y un arpegio del piano que resuena. Los metales con sordina introducen una sección más tranquila en que predominan las maderas y el corno inglés vuelve a aparecer como solista, después lo será la flauta, el tema parece desvanecerse con cuatro compases en que el saxo, y después la trompeta, ejecutan un pequeño motivo. Un fuerte ataque de los timbales junto con un golpe de platos introduce la sección final, que toma parte de la melodía del corno inglés. La tensión es tal que todo explota en cuatro compases en fortissimo. El conjunto entero, de repente, desaparece momentáneamente en un piano súbito que, con una impresionante fanfarria de las trompas con los pabellones al aire y seguido de un trino general de las maderas que va in crescendo, alcanza el acorde final del primer movimiento.

#### 2. Pathos
Al igual que Logos, Pathos comienza como de la nada, con un ostinato de los bajos y sucesivas llamadas entre los diferentes instrumentos. Hay dos momentos de clímax pero que vuelven a la situación inicial.
Alguien hace sonar una campanilla: comienza una sección aparentemente sin medida, con efectos de la cabasa, los blocks, más campanillas y un misterioso solo de flauta en sol con la indicación del autor meditating (meditando). Algunos piensan que en este solo hay un mensaje cifrado por el propio Teodoro Aparicio-Barberán y referido a la esposa de Henrie Adams.
Repentinamente, un pequeño fragmento en fortissimo contrasta con la sección anterior, pero nuevamente vuelve el silencio y el sonido de campanillas, esta vez en forma de celesta y láminas. Nuevamente un fragmento tenso, que esta vez explota en un Adagio donde se superponen los sonidos aleatorios de las maderas con los ataques impredecibles de la percusión y los motivos del metal. La sección resuelve triunfalmente y vuelve el aura de misterio en una intervención de las dos flautas y el fagot, con una respuesta del fliscorno que se pierde para dar lugar a la sección lenta del movimiento.
En esta, el saxo alto presenta, en calidad de solista, una melodía dulce y expresiva que luego retoman las maderas. Una variante de este tema será utilizada por el oboe mientras el resto del conjunto se divierte con pizzicati, a veces con alguna intervención expresiva del bombardino a modo de respuesta. Todo resuelve en el tema del saxo en toda la banda, que crece progresivamente hasta explotar en el tema que antes había presentado el oboe. Se va diluyendo todo y, tras algunos compases de los clarinetes y los saxos, queda un tenue motivo que, como si se tratara de una caja de música, ejecutan el piano y las láminas. También se diluye, y un pequeño arpegio del piano que se pierde en el silencio concluye el segundo movimiento.

#### 3. Ethos
Comienza con un dúo muy lírico de trompeta y trompa, presentando el primer tema. Después, con acompañamiento de una sección de la banda, el bombardino diluye el motivo anterior. Un redoble de caja y timbales venido de la nada resuelve en fortissimo con el tema anterior en tutti, alternándose con ataques agresivos de los timbales. Parece que la música se desvanece, pero súbitamente vuelve para después acometer un tema alegre y animado, con los temple blocks de fondo, que después se repite con acompañamiento de pandereta y triángulo. El final queda elidido y en su lugar surge una melodía expresiva en el clarinete, luego en la flauta. El tema anterior se toma de un modo marcial, con un contracanto de trompeta y ritmo de la caja. Vuelve la melodía del clarinete y todo se resuelve en un forte de la banda entera que, evocando un pasaje anterior, cae en un pasaje muy misterioso, donde las melodías de la flauta, clarinetes, fagotes y un glissando en frullato de un trombón con sordina se entrelazan con efectos de la cabasa, los blocks, y un motivo constante en el xilófono y que luego pasa a los clarinetes.
Una sección de tensión contrasta con lo anterior, por medio de escalas continuas en diferentes instrumentos y con algo de material nuevo, pero no resuelve y en su lugar aparece un tema dulce de las maderas con las láminas y la celesta en el compás de 7/8. Después, una sección saltarina entre graves y agudos, con intervenciones de los temple blocks, sin llegar a ser exactamente una fuga. Todo va in crescendo, se recuperan las escalas y tras una sección con predominio de los bajos volvemos al tema marcial inicial. Las escalas vuelven otra vez y desembocan en el tema conclusivo, cortesía de los clarinetes y saxos. Este se repite en tutti hasta que explota en los últimos compases que refuerzan la tonalidad final de mi bemol mayor. El que parece que es el acorde final en realidad no lo es: tras un golpe de gong que suena por encima de toda la banda en fortissimo, se corta el sonido y un nuevo acorde, similar al de la fanfarria de trompas de Logos, sigue creciendo aún más si cabe hasta estallar en el acorde final.

## Grabaciones
La propia Royal Band of the Belgian Guides grabó, bajo la dirección del citado Henrie Adams, el CD States of Mind, en el cual se encuentran además De bello Gallico, de Bart Picqueur y Saga Maligna y Fantasia per la Vita e la Morta, de Bert Appermont.